# Sabzi polo
Il Sabzi polo (farsi سبزی پلو) è un piatto della cucina iraniana (persiana) e turca.
È un piatto di riso con erbe aromatiche spezzettate, servito di solito con pesce.
In persiano, sabz vuole dire verde, e sabzi è un termine che può riferirsi a erbe o verdure. "Polo" si riferisce ad un metodo di cottura del riso (il riso pilaf).
Le erbe usate in questo piatto includono coriandolo, aneto, erba cipollina o scalogni, fieno greco e prezzemolo.
Questo piatto viene consumato in famiglia per pranzo e in occasione del norouz il capodanno iranico.